# Gino Bartali

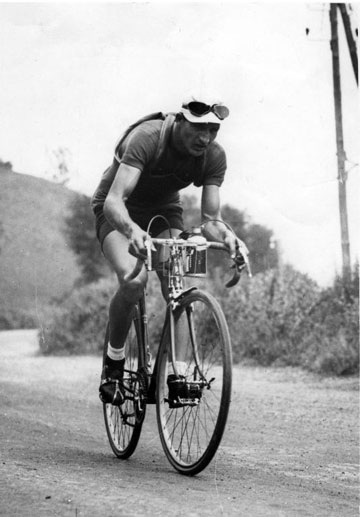
Gino Bartali bei der Tour de France (19. Juli 1938)

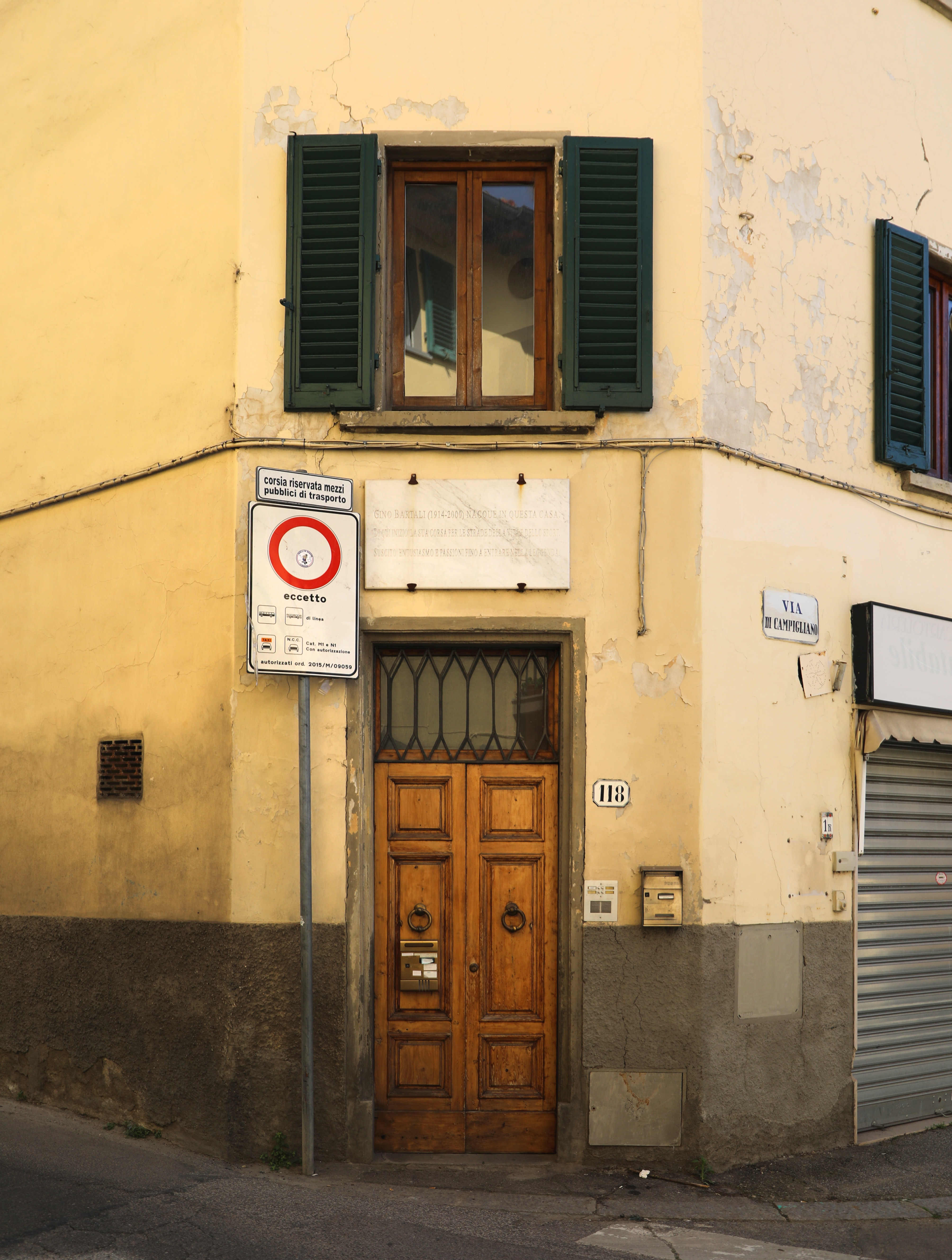
Geburtshaus Bartalis in Ponte a Ema

Gino Bartali (* 18. Juli 1914 in Ponte a Ema (Bagno a Ripoli) bei Florenz; † 5. Mai 2000 ebenda) war einer der erfolgreichsten und populärsten Radrennfahrer Italiens. Er gewann zweimal die Tour de France und dreimal den Giro d’Italia. Für seine Beteiligung an der Rettung verfolgter Juden während des Zweiten Weltkriegs erhielt er posthum 2013 die Ehrung eines Gerechten unter den Völkern.

## Radsportlaufbahn
Seinen ersten Sieg errang Bartali als Sechzehnjähriger im Finale des Großen Preises der Debütanten in Florenz. Seine Bilanz als Junior und Amateur waren 44 Siege in 92 Rennen sowie diverse Podiumsplätze.
Gino Bartali, Radprofi von 1935 (1935 startete er noch als Unabhängiger, jedoch mit festem Vertrag) bis 1953, galt als der beste Bergfahrer seiner Zeit. So gewann er insgesamt siebenmal die Bergwertung des Giro d’Italia. Dreimal (1936, 1937 und 1946) triumphierte er auch in der Gesamtwertung der Italienrundfahrt. 1938 konnte Bartali erstmals die Tour de France für sich entscheiden. Im besten Rennfahreralter musste er seine Karriere wegen des Zweiten Weltkriegs für mehrere Jahre unterbrechen. 1948 trat er wieder bei der Frankreichrundfahrt an und gewann die „Große Schleife“ nach zehn Jahren ein zweites Mal mit fast einer halben Stunde Vorsprung vor dem Zweitplatzierten Briek Schotte.
Bartalis Laufbahn war geprägt von der Konkurrenz zu dem fünf Jahre jüngeren „Campionissimo“ Fausto Coppi: Diese berühmteste Rivalität der Radsportgeschichte teilte die riesige italienische Fangemeinde in die unversöhnlichen Lager der „Bartalisten“ und der „Coppisten“. 1946 gewann Bartali den Giro d’Italia noch vor Coppi. Bei der Tour de France 1949 wurde der mittlerweile 35-jährige Bartali Zweiter; Coppi gewann nach 4810 km mit 10 Minuten 55 Sekunden Vorsprung. Bei der Tour de France 1951 wurde er Vierter; ebenso bei der Tour de France 1952.
In diesem Jahr, 1952, fotografierte der Reporter Carlo Martini ein legendär gewordenes Bild: Fausto Coppi fährt im Gelben Trikot voraus durch die alpine Steinwüste am Galibier, hinter ihm Gino Bartali. Das Bild zeigt die Übergabe einer Trinkflasche zwischen den Rivalen und wurde eine Ikone der Fairness und Versöhnung. Später kam durch Martinis Fotoagentur heraus, dass die Szene für den Fotografen nachgestellt worden war; tatsächlich hatte sie einen Tag vorher stattgefunden.
Ein Jahr später hätte Bartali nach einem Sturz beinahe ein Bein durch Amputation verloren; der Sturz beendete seine Karriere.
Bartali dominierte die beiden wichtigsten italienischen Klassiker: Viermal siegte er bei Mailand–Sanremo, dreimal gewann er den Giro di Lombardia. Ein Sieg bei der Straßen-Weltmeisterschaft gelang ihm nie. Am Ende seiner langen Laufbahn hatte er 124 Siege aufzuweisen.
Bartali blieb dem Radsport viele Jahre als Kommentator für das italienische Fernsehen und den Rundfunk eng verbunden. Seit dem Tod von Roger Lapébie im Oktober 1996 war Bartali bis zu seinem Tod der älteste noch lebende Tour-de-France-Sieger.
Bartali wurde auch „der radelnde Mönch“ (nach einem Buchtitel von Vico Rigassi) genannt, denn er war Laienbruder der Karmeliten. Nach seiner Karriere als Radprofi betrieb Bartali eine Motorradfabrik unter seinem Namen. 1949 überreichte er dem Papst Pius XII. die ersten drei Fahrräder aus seiner Produktion.

## Ehrungen

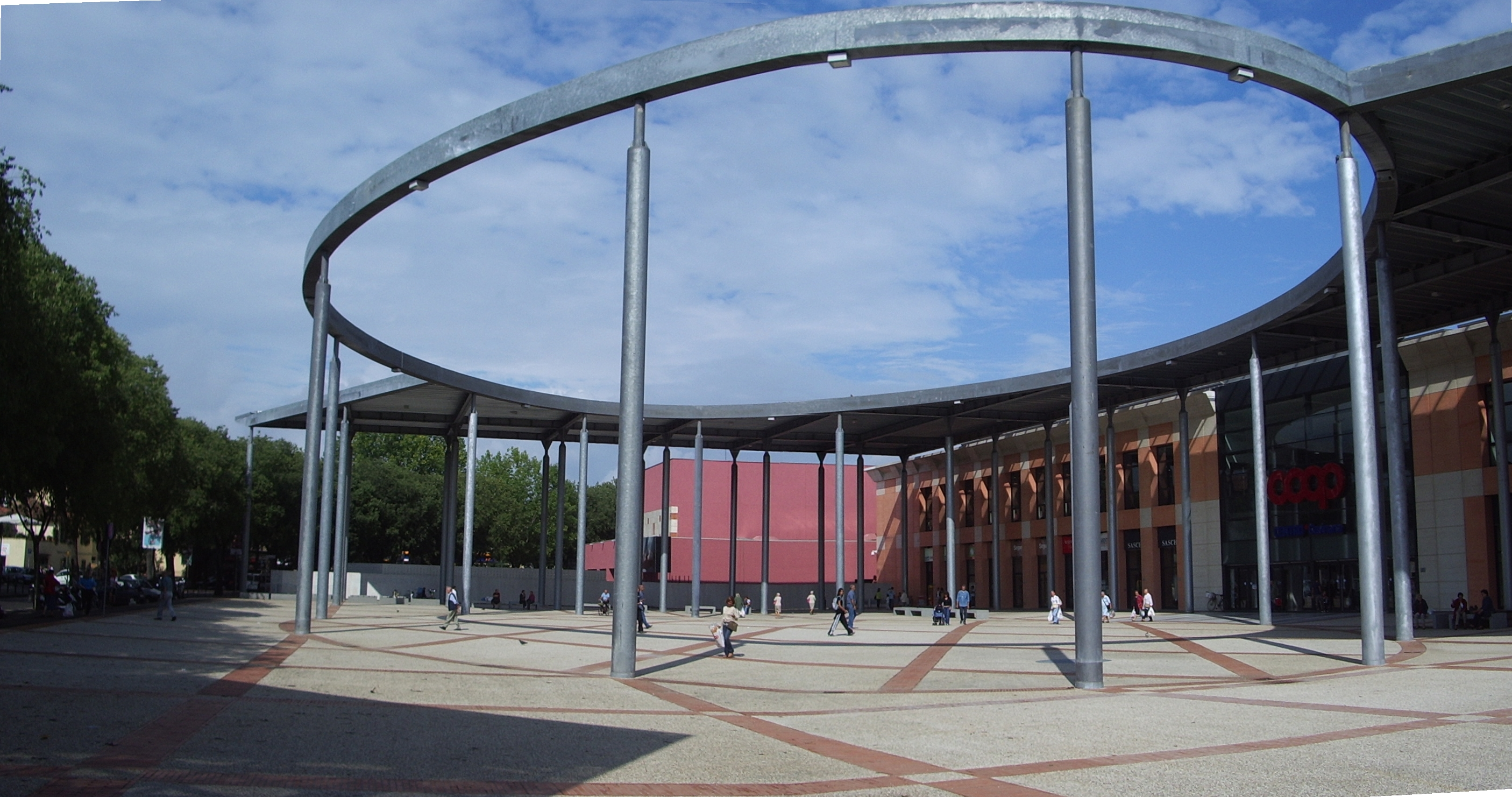
Piazza Gino Bartali in Florenz

Gino Bartali soll nach dem Waffenstillstand von Cassibile am 8. September 1943 und der Besetzung Italiens durch deutsche Truppen als Fahrradkurier für die Untergrundbewegung DELASEM tätig gewesen sein, die sich für die Rettung von Juden einsetzte. Er soll Mitglieder der Familie Goldenberg vor der Verfolgung durch deutsche und italienische Faschisten versteckt haben. Insgesamt sollen seine Handlungen 800 verfolgte Juden vor der Deportation bewahrt haben. Im Jahr 2005 verlieh ihm der italienische Staatspräsident Carlo Azeglio Ciampi posthum die goldene Ehrenmedaille (Medaglia d’oro al merito civile) für seinen humanitären Einsatz. Yad Vashem, die israelische „Gedenkstätte der Märtyrer und Helden des Staates Israel im Holocaust“, verlieh Bartali im September 2013 den Titel Gerechter unter den Völkern.
2020 veröffentlichte der damalige Direktor des Jüdischen Dokumentationszentrums in Mailand, Michele Safati, Zweifel an dieser Sachverhaltsdarstellung, diese Darstellung soll danach einem Buch des Filmproduzenten Ramati von 1978 entnommen worden sein. Darin ging es um die Hilfe für verfolgte Juden aus der Sicht eines Franziskaners aus Assisi, dessen Existenz zwar gesichert, die historischen Einzelheiten jedoch fehlerhaft seien. Der Zeitzeuge, Priester und Judenretter Aldo Brunacci teilte die Zweifel und nahm hier eine fiktive Drehbuchidee an.
Bereits 1985 hatte der Spielfilm Der Assisi Untergrund Bartali ein Denkmal gesetzt. Im Abspann des Films wird seine spätere sportliche Laufbahn erwähnt.
Teile seiner damaligen Ausrüstung sind beim Wallfahrtsort der Radrennfahrer, der Kirche Madonna del Ghisallo, und im Museo del Ciclismo in Magreglio ausgestellt. In Magreglio wurde eine Straße Via Gino Bartali benannt.
Am 4. Mai 2018 startete der Giro d’Italia erstmals in seiner 101-jährigen Geschichte außerhalb Europas: Die erste Etappe des Giro d’Italia 2018 fand in Jerusalem statt und war Bartali gewidmet. Anlässlich dieser Veranstaltung wurde Bartali posthum die israelische Staatsbürgerschaft verliehen. 15 Teilnehmer der Rundfahrt nahmen an einer Gedenkfahrt zur Holocaust-Gedenkstätte Yad Vashem teil.

## Erfolge
- 2× Tour de France (1938, 1948)
- 3× Giro d’Italia (1936, 1937, 1946)
- 4× Mailand–Sanremo (1939, 1940, 1947, 1950)
- 3× Giro di Lombardia (1936, 1939, 1940)
- 2× Tour de Suisse (1946, 1947)
- 4× italienischer Straßenmeister (1935, 1937, 1940, 1952)
- 5× Giro della Toscana (1939, 1940, 1948, 1950, 1953)
- 3× Giro del Piemonte (1937, 1939, 1951)
- 2× Meisterschaft von Zürich (1946, 1948)
- 2× Giro dell’Emilia (1952, 1953)
- 2× Giro di Campania (1940, 1945)
- 1× Coppa Bernocchi (1935)
- 1× Tre Valli Varesine (1938)
- 1× Tour de Romandie (1949)

## Schriften
- Gino Bartali, Pino Ricci: Tutto sbagliato, tutto da rifare: con 33 illustrazioni fuori testi. A. Mondadori, Mailand 1979, OCLC 635557713.